# Sustitución lingüística
La sustitución lingüística o cambio de lengua (en inglés language shift) es un proceso sociolingüístico que dura varias generaciones, mediante el cual la comunidad lingüística A cambia su código lingüístico a favor de la lengua de la comunidad lingüística B, dejando de hablar, al mismo tiempo, su lengua propia original. El cambio de lengua se caracteriza, sobre todo, por las múltiples influencias léxicas, fonológicas y gramaticales que la lengua A ejerce sobre la lengua B, es decir, los fenómenos de substrato lingüístico.
El proceso de sustitución lingüística se caracteriza por el abandono intergeneracional de una lengua en favor de otra. Esto significa típicamente que los padres no enseñan su lengua materna a los hijos, sino la nueva lengua, considerada más útil socialmente, que la sustituye. Se ha comprobado que este proceso, para un territorio dado, suele empezar por las clases altas urbanas, y de ahí va pasando cada vez más abajo en la escala social al resto de clases urbanas; posteriormente el proceso pasa a las clases altas rurales, y acaba en las clases bajas rurales, que son las últimas en mantener viva la lengua original.

## Causas de la sustitución lingüística
La sustitución lingüística se produce en comunidades bilingües o multilingües donde ciertos individuos hablan una lengua A con un prestigio sociolingüístico menor que otra lengua, B. En estas circunstancias es posible que la lengua A sea sustituida por la lengua B. La diferencia entre las lenguas A y B suele implicar que la lengua B tiene todas o alguna de las siguientes características:
1. Mayor amplitud territorial. La lengua B tiene un uso territorial o sociológico más amplio, y que la lengua A se usa en menos circunstancias que la lengua B. Así, frecuentemente la lengua A se restringe a localidades pequeñas o al ámbito familiar.
2. Hablantes de la clase dominante. La lengua B es hablada mayoritariamente por las personas de mayor poder adquisitivo y poder político, mientras que la lengua A es la lengua materna de individuos de los grupos menos favorecidos económicamente de la sociedad, o los grupos con menos poder político y social.
3. Usabilidad en contextos culturalmente elevados. La lengua B es la usada generalmente para usos académicos, científicos y administrativos mientras que la lengua A frecuentemente es una lengua con un léxico adaptado a la vida rural o familiar y carece de una tradición de uso para la ciencia, las tecnologías y los registros altamente especializados.

Dadas esas características, es posible que sucedan algunas de las siguientes cosas:
- La lengua A no se usa o se usa poco en el contexto académico y escolar, por lo que los niños hablantes de A se vuelven competentes solo en lengua B en estas áreas.
- El número de personas monolingües en B supera al número de personas monolingües en A.
- En los matrimonios mixtos entre hablantes de la lengua A y la lengua B es posible que los hijos usen solo B, si uno de los dos padres solo habla B.
- El acceso a ciertas posiciones económicamente favorables requieren destreza en el uso de la lengua B; por esa razón muchos hablantes de A se ejercitan en el uso público de B, dejando A relegada al ámbito familiar.

La combinación de estos factores aumenta la probabilidad de que un hablante cuya lengua materna es A, use la lengua B con mayor probabilidad con sus hijos, al menos en ciertos contextos.

## Sustitución lingüística y adstrato
El cambio de lengua muchas veces se confunde con el adstrato, pero realmente se trata de dos fenómenos diferentes. Mientras que el cambio de lengua supone el abandono de la lengua propia a favor de otra, adstrato se refiere solo a las influencias mutuas que ejercen las lenguas unas sobre las otras durante un largo periodo de convivencia.

## Ejemplos de cambios de lengua
Por ejemplo, el francés moderno se ha creado gracias a varios cambios de lengua; por consiguiente, es la lengua románica que más se ha alejado fonética y fonológicamente del latín. Primero los galos (antiguo pueblo céltico que vivía originalmente en Galia, provincia del Imperio romano) aprendieron la lengua latina, propia de los conquistadores romanos, pero a la vez aportaron rasgos fonéticos y fonológicos, y palabras celtas al latín. Como resultado, el galo se extinguió, pero algunas de sus características quedaron conservadas en el latín vulgar hablado en ese territorio. Luego los francos, un pueblo germánico que también conquistó el país, aprendieron este latín vulgar con influencias celtas, pero igualmente dejaron en él huellas profundas de la lengua germánica que originalmente hablaban (por ejemplo la pronunciación de las vocales y de la /r/, uvular, típica de las lenguas germánicas como el alemán, y, por supuesto, del francés).

### Bielorrusia
A pesar del abandono de Bielorrusia de la URSS en 1991, el uso del bielorruso está descendiendo en favor del ruso. De acuerdo con un estudio del gobierno bielorruso, en 2009[cita requerida] el 72 % de los bielorrusos hablan ruso en casa, mientras que el bielorruso solo lo usan en el hogar un 11,9 % de los bielorrusos. Solo un 29,4 % puede escribir, hablar y leer bielorruso correctamente, aunque el porcentaje sube al 52,5 % cuando se examina cuantos pueden hablarlo y leerlo. De acuerdo con el mismo estudio uno de cada diez bielorrusos no entiende el bielorruso.

### Bruselas
En los pasados dos siglos, Bruselas ha pasado de ser una ciudad exclusivamente flamencoparlante a una ciudad bilingüe de mayoría francófona. Esta sustitución lingüística empezó en el siglo XVIII y se aceleró con la independencia de Bélgica y el crecimiento demográfico en Bruselas. A partir de 1880, más y más hablantes flamencos se hicieron bilingües, llegando a ser muchos los hablantes monolingües en francés después de 1910.
A mediados del siglo XX, el número de monolingües en francés superaba al número de hablantes bilingües. Solo a partir de los años 1960, tras el establecimiento de las fronteras lingüísticas en Bélgica y el desarrollo socioeconómico en Flandes, se ha estabilizado el porcentaje de hablantes flamencos frente al uso creciente del francés.

### Carintia
Hasta mediados del siglo XIX, Carintia meridional en Austria tuvo una abrumadora mayoría de hablantes de esloveno: hacia 1820, el 97 % de los habitantes al sur de la línea Villach-Klagenfurt-Diex hablaban esloveno como lengua nativa. Durante el transcurso del siglo XIX esta cifra cayó significativamente. Hacia 1920, una tercera parte de la población había cambiado su lengua en favor del alemán, como lengua principal. Tras el Plebiscito de Carintia en la década de 1920, y especialmente tras la Segunda Guerra Mundial, la mayor parte de la población abandonó el esloveno en favor del alemán. En la misma región, actualmente solo un 13 % de la población habla esloveno, mientras que más del 85 % de la población habla alemán. Las cifras para toda la región son igualmente elocuentes: en 1818, alrededor del 35 % de la población de Carintia hablaba esloveno, hacia 1910, esta cifra había caído al 15,6 % y hacia 2001 era del 2,3 %. Estos cambios fueron principalmente el resultado de una substitución lingüística en la población, siendo la emigración y el genocidio (por parte de los nazis durante la guerra mundial) motivos menos importantes.

### China
En China la sustitución lingüística más reciente afectó al idioma manchú. Cuando China estuvo bajo el dominio de la dinastía manchú (dinastía Qing), tanto el manchú como el chino eran cooficiales. Sin embargo, el chino estándar era culturalmente preponderante e incluso los gobernantes manchúes empezaron a preferir el chino al manchú. Se cree que el emperador Qianlong y sus sucesores, aunque étnicamente manchúes, sabían mejor el chino que el manchú. Durante muchos años tras la caída de la dinastía manchú y la fundación de República de China en 1912, las personas étnicamente manchúes abandonaron su lengua propia. En la actualidad hay menos de cien hablantes manchúes nativos, aunque un número importante de préstamos léxicos del manchú siguen siendo evidentes en las variedades lingüísticas nororienales de chino.
Además, muchas lenguas siníticas, como el chino wu shanghainés o el chino hakka han perdido hablantes a medida que las poblaciones locales han pasado a hablar chino estándar, particularmente a partir de los años 1980, como resultado de la política gubernamental de promover el chino estándar como lengua nacional hablada, además de las migraciones a las grandes ciudades desde otras partes de China (los inmigrantes en general desconocen las lenguas siníticas locales, por lo que el chino estándar se ve favorecido como lengua de comunicación). Esto es notorio en ciudades como Shanghái y Xiamen. Sin embargo, el chino cantonés no ha seguido dicha tendencia a la sustitución, por lo que esa lengua se sigue hablando ampliamente en Hong Kong y Macau, así como en la provincia de Guangdong donde la población ha retenido ampliamente sus variedades locales, al mismo tiempo que ha aceptado el chino estándar como lengua de comunicación con el resto de China.

### España
El dominio progresivo ejercido por el Reino de Castilla sobre el resto de la península ibérica mientras iba aumentando su poder político a lo largo de los siglos, contribuyó a la expansión de su lengua, a expensas del resto (actualmente el aragonés, el asturleonés o el euskera ocupan un dominio más reducido que el que ocuparon en la Edad Media). Este fenómeno ha afectado en distintos grados a los territorios donde se han hablado otras lenguas, como por ejemplo el antiguo Reino de León (asturleonés), Aragón (navarroaragonés), Cataluña, Comunidad Valenciana e Islas Baleares (catalán-valenciano-balear), Galicia (gallego) o el País Vasco y Navarra (euskera).
En Galicia, Cataluña y País Vasco, la sustitución tuvo mayor impacto en el siglo XX, en el caso gallego especialmente a partir de la década de los setenta y ochenta, aunque nunca dejó de ser la lengua mayoritaria. En el resto de regiones durante los siglos XVII y XVIII las lenguas romances regionales siguieron siendo importantes incluso en Asturias, León y Aragón. En el País Vasco y Cataluña el impacto del español fue especialmente fuerte durante el franquismo debido al éxodo de hablantes de español desde las áreas rurales a dichas regiones. La profundidad de esta sustitución lingüística varía, entre un estado avanzado en Asturias o Aragón, cuyas variedades lingüísticas nativas están próximas a la extinción, y otras zonas como Cataluña o el País Vasco, donde la identificación entre identidad y lengua regional ha contribuido a su conservación.[cita requerida]
En la Comunidad Valenciana en el siglo XVI ya se observan los primeros indicios de sustitución lingüística cuando la nobleza empieza a usar el castellano. En el siglo XVII con la expulsión de los moriscos en 1609 y la posterior repoblación con población castellana muchas localidades cambiaron de lengua, como Aspe. En el siglo XVIII se completó la sustitución en la Vega Baja, aunque todavía conserva léxico valenciano y el seseo. En el siglo XIX comenzó en la ciudad de Alicante y en el siglo XX en toda la Comunidad Valenciana, con incidencia mayor en los núcleos de mayor crecimiento como las tres capitales y ciudades como Elche, Benidorm o Sagunto. La sustitución lingüística está prácticamente completada en buena parte de la provincia de Alicante (Vega Baja, Bajo Vinalopó y Campo de Alicante) y todavía se da bilingüísmo territorial en el resto de la Comunidad Valenciana, con diversos grados de presencia de castellano y valenciano. 
En Extremadura el portugués de Olivenza también experimentó un importantísimo retroceso desde su anexión a España. Mientras que el guanche de las islas Canarias quedó rápidamente relegado a las zonas más rurales e inaccesibles, disminuyendo de generación en generación el número de hablantes hasta finalmente desaparecer en el siglo XVIII.
Otro idioma en claro declive es el idioma caló, utilizado principalmente por los gitanos españoles. El número de hablantes disminuye rápidamente. Además, las medidas de protección son escasas.

### Estados Unidos
Calvin Veltman (Language Shift in the United States, 1983) ha tratado ampliamente el asunto del cambio de lengua en numerosos grupos inmigrados a Estados Unidos. Un estudio basado en datos obtenidos por la Oficina del Censo (Bureau of the Census) muestra que las tasas de cambio y asimilación han ido aumentando en los últimos 50 años en los Estados Unidos. Los inmigrantes cuya lengua manterna es el español la reemplazan como lengua familiar en dos generaciones, y en ausencia de inmigración continuada, la lengua no sobreviviría más allá de dos generaciones.
El francés del Quebec ampliamente hablado a principios del siglo XX en Nueva Inglaterra por los inmigrante francocanadienses prácticamente ha desaparecido en los Estados Unidos reemplazado por el inglés. Un proceso similar ha ocurrido en Luisiana, que fue una colonia francesa. Los datos publicados por McKay y Wong New Immigrants in the United States confirma este panorama a partir de los datos del censo de 1990. Este proceso también ha sido observado entre los migrantes francocanadieneses que salieron de Quebec, alcanzándose tasas de substitución tal altas que presagian su desaparición entre las comunidades que origen quebequés. Sin embargo, dentro del propio Quebec el declive del francés ha sido revertido, y actualmente gracias a altas tasas de emigración y un gran número de matrimonios con francocanadienses, el porcentaje de población anglófona está decreciendo.
Las lenguas indígenas norteamericanas han ido perdiendo hablantes continuamente desde al menos finales del siglo XVIII. Además del inglés hay al menos otras 19 o 20 lenguas más en Estados Unidos con más hablantes que la lengua nativa más numerosa, el navajo. Según el censo estadounidense de 2000 y otras encuestas, en ese año todavía quedaban unos 300 mil hablantes de lenguas indígenas. La lengua indígena con mayor número de hablantes es el navajo una lengua atabascana que tiene unos 179 mil hablantes, localizados principalmente en Arizona, Nuevo México y Utah, además de algunos pequeños enclaves a lo largo del país. El dakota es una lengua siux con unos 18 mil hablantes en Estados Unidos (incluyendo los hablantes de Canadá hay 22 mil hablantes de la lengua), la mayoría de ellos viven en Dakota del norte y Dakota del sur. El cheroqui de la familia iroquesa tenía unos 22 mil hablantes en 2005. El Yup'ik de Alaska central una lengua de la familia esquimo-aleutiana tiene 16 mil hablantes, la mayoría de ellos en Alaska. La situación de la mayoría de lenguas indígenas es terminal, muchas de ellas solo poseen unos pocos centenares de hablantes de edad avanzada, y las generaciones más jóvenes de nativos americanos tienen un conocimiento escaso de la lengua y tienden a ser monolingües en inglés.

### Francia
Alsacia
Alsacia (Francia) históricamente fue una región germanoparlante, donde tanto el alemán estándar como el alsaciano, la lengua altogermánica local, fueron ampliamente desplazadas por el francés estándar tras ser vetado en las instituciones tras la Primera Guerra Mundial y Segunda Guerra Mundial.
Córcega
El corso fue empleado como un conglomerado de vernáculos italo-dálmatas en combinación con el italiano, el idioma oficial en la isla hasta el 1859; entonces el italiano fue reemplazado por el francés. Durante los dos siglos siguientes, el uso del francés creció hasta el punto de que, en 1945, todos los isleños tenían un conocimiento práctico de francés. Durante el siglo XX, los isleños cambiaron sus prácticas lingüísticas: en 1995, aproximadamente el 65 por ciento de los corsos no tenía alguna competencia en corso, y el 10 por ciento utilizaba el corso como primera lengua.
Flandes francés
La región del Flandes francés, que fue parte de Francia entre 1659 y 1878, históricamente era parte del dominio del idioma neerlandés, más específicamente en la región se hablaba flamenco occidental. La situación lingüística se mantuvo relativamente inalterada hasta la revolución francesa en 1789, por lo que el holandés había ocupado las principales funciones comunicativas y fue la lengua de cultura durante el siglo XVIII. Durante el siglo XIX, especialmente la segunda parte del mismo, el holandés fue marginado en todos los niveles y cultural y sociolingüísticamene fue ampliamente relegado. Las principales ciudades pasaron a ser predominantemente francófonas hacia el final del siglo XIX. Sin embargo en el campo, muchas escuelas primarias continuaron enseñando en holandés hasta la Primera Guerra Mundial, y la Iglesia católica continuó predicando y enseñando el catecismo en flamenco en muchas parroquias. Sin embargo, debido a que el francés tenía en esa región un estatus más alto que el flamenco, desde el periodo de entreguerras toda la población se hizo bilingüe; y la generación nacida tras la Segunda Guerra Mundial fue educada y criada casi exclusivamente en francés. En el campo, la sustitución lingüística del flamenco se completó en la década de los años 1930. Por lo que la gran mayoría de personas que hablan fluidamente flamenco tienen más de 60 años. Por esa razón, en las próximadas décadas se da por segura la desaparición del flamenco en Francia.

### Filipinas
En Filipinas, el español filipino hablado en el ámbito familiar ha sido progresivamente sustituido por el inglés, [cita requerida] especialmente tras el final de la Segunda Guerra Mundial, hasta el punto de que a efectos prácticos la lengua no es usada coloquialmente ya.
Otro ejemplo es la desaparición gradual del kinaray-a, la lengua de la isla de Panay (la provincia de Iloílo), muchos de cuyos hablantes cambiaron al hiligainón o a formas criollizadas del mismo. El kinaray-a se habló en las ciudades vecinas de la capital de Iloílo, mientras que el hiligainón se hablaba solo en la costa este de la ciudad propiamente dicha. Sin embargo, debido al uso en los medios y otros factores como la urbanización, los hablantes más jóvenes pasaron del kinaray-a a hiligainón, especialmente en las localidades de Cabatuan, Santa Bárbara, Calinog, Miagao, Passi City, Guimbal, Tigbauan, Tubungan, etc. En muchas localidades, especialmente Janiuay, Lambunao y San Joaquín todavía quedan hablantes de kinaray-a con un acento similar al de Karay-a en la provincia de Antikue. En esta última provincia la "hiligainización" es un asunto controvertido, especialmente en su capital San José de Buenavista. Muchos investigadores de Iloílo han traído con ellos colaboradores hablantes de hiligainón que son reticentes a aprender la lengua local.
Uno de los problemas del kinaray-a es su estándar escrito, algunos de cuyos fonemas no tienen una forma simple de ser representados en la ortografía. Con el tiempo el kinaray-a ha desaparecido de muchas regiones en las que se hablaba en la isla de Mindoro, a medida que el tagálog se ha convertido en la lengua dominante y oficial en dicha región.

### Finlandia
En Finlandia hay todavía importante enclaves suecófonos, a diferencia de Estonia donde los últimos asentamientos suecos se despoblaron por la huida de la población en 1944. Como Finlandia estuvo bajo dominio sueco desde la Edad Media hasta 1809, la lengua de escolarización fue el sueco y la primera tesis en finés fue publicada solo en 1858. Muchas ciudades costeras de Finlandia eran multilingües. En Viipuri existían periódicos en sueco, finés, ruso y alemán. Sin embargo, la industrialización y el exódo rural a las ciudades de la década de 1960 cambiaron demográficamente las ciudades y en ellas empezó a dominar el finés. Aunque Helsinki era una ciudad de mayoría suecófona en 1910, actualmente en el país los suecófonos son una minoría que representa solo el 6 % de la población.

### Hungría
Los cumanos que buscaban refugio de los turco-mongoles se establecieron en lo que hoy es Hungría y posteriormente se magiarizaron. El pueblo jásico de Hungría originalmente hablaba una forma de osético, pero habían adoptado el idioma húngaro, abandonando por completo el osético. En la prehistoria de Hungría habría ocurrido además otro cambio de lengua ya que la cultura de los magieres muestra pocas similitudes con las de otros pueblos urálicos.

### Irlanda

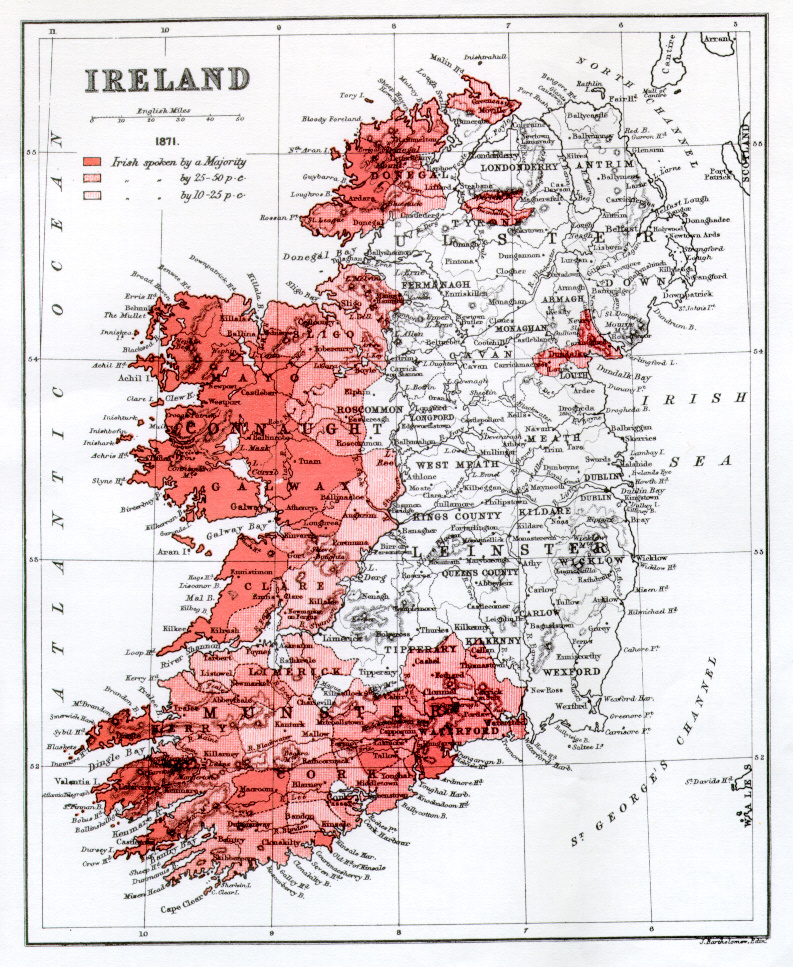
Extensión del idioma irlandés en 1871.

Se estima que el irlandés fue la lengua mayoritaria en Irlanda hasta al menos 1800 pero pasó a ser minoritaria a lo largo del siglo XIX. De hecho la defensa de la lengua irlandesa fue una parte importante del programa político del nacionalismo irlandés. Y aunque desde el establecimiento del Estado Libre Irlandés (1922-1937) existió el compromiso por parte del republicanismo irlandés por la defensa y uso del idioma irlandés, en el nuevo estado independiente se siguió empleando el inglés como lengua administrativa (incluso en las áreas donde había un 80 % de población que hablaba irlandés). El número de hablantes siguió descendiendo continuamente, a pesar de que existió cierto entusiasmo inicial en favor del uso del irlandés. Se impuso la idea de que ciertas regiones del país oficialmente designadas como Gaeltachtaí, tendrían especial protección y serían áreas desde las cuales se expandiría el uso del irlandés por toda la isla.
Sin embargo, el gobierno rechazó aplicar las recomendaciones de 1926 de la comisión del Gaeltacht, que incluían restituir el irlandés como lengua administrativa en esas áreas. A medida que el papel de estado creció, existió una tremenda presión sobre los hablantes del irlandés para usar el inglés. Aunque trabajar para la administración pública requiere obligatoriamente una cierta calificación en irlandés, no se requiere un alto nivel de fluidez y pocos empleados usan el irlandés en su trabajo, aunque a efectos prácticos sí se requiere un conocimiento perfecto del inglés. Debido al bajo desempeño de los empleados en irlandés, es imposible tratar con ellos exclusivamente en irlandés. De hecho un informe de 1986 del Bord na Gaeilge afirma:

... the administrative agencies of the state have been among the strongest forces for anglicisation in Gaeltacht areas.

El gobierno irlandés inicialmente intentó promover el uso del irlandés a través del sistema escolar y se pensó que el irlandés sería predominante en una generación. En 1928 el irlandés era un requisito obligatorio en los exámenes de educación media. Hacia 1966 surgió un movimiento en favor de la libertad de usos lingüísticos, que se opuso a la enseñanza obligatoria del irlandés, aunque inicialmente fue ampliamente ignorado. Sin embargo, el número de personas que hablan irlandés como primera lengua ha ido decreciendo continuamente desde la independencia, aunque el número de los que lo tienen como segunda lengua ha aumentado.
Actualmente las estimaciones del número de hablantes nativos lo sientan entre 40 000 y 80 000 personas. Actualmente existen unas 72 mil personas que lo usan diariamente fuera de los contextos educativos. Fuera de Irlanda quedan algunos pocos hablantes en Gran Bretaña, Canadá (en Terranova), en los Estados Unidos y otros países.

### Italia

Porcentaje de personas que usaban la lengua regional en el contexto familiar en Italia en 2015, por regiones.

En Italia la lengua oficial del Estado es italiano estándar, que es una lengua romance perteneciente a la familia italorromance y derivada de la variante toscana arcaica, considerada lengua culta en toda la península desde el siglo XIV. Sin embargo, los idiomas coloquiales en diferentes partes de Italia eran las diversas lenguas romances desarrolladas autóctonamente en los varios Estados italianos preunitarios. En la segunda mitad del siglo XVI, antes de que Italia se constituyera en Estado nacional, el italiano ya se había convertido en idioma oficial de la administración, de la enseñanza y de la comunicación escrita en todos los antiguos Estados italianos (con la única excepción del Reino de  Cerdeña insular), aunque tenía un carácter elitista, puesto que solo una pequeña minoría de italianos lo hablaba, es decir, solo la parte instruida de la población, mientras el resto seguía utilizando, para fines cotidianos y de forma exclusivamente oral, las lenguas regionales. Con la Unificación de Italia, el surgimiento de un Estado centralizado y el incremento de la alfabetización cambiaron gradualmente esta situación. Se ha estimado que hacia 1861 solo el 10 % de los italianos usaba exclusivamente el italiano estándar, pero con el pasar de los años el uso del italiano oficial ha ido desplazando a las lenguas regionales que en gran medida siguen siendo usadas en el ámbito familiar y con los amigos pero no en el ámbito público. La siguiente tabla muestra como ha ido progresando el proceso de sustitución de las lenguas regionales frente al italiano estándar:
|      | Exclusivamente italófonos | Exclusivamente "dialettofoni" |
| ---- | ------------------------- | ----------------------------- |
| 1861 | 10 %                      | 90 %                          |
| 1951 | 18,5 %                    | 63,5 %                        |
| 1982 | 29,4 %                    | 46,7 %                        |

Cerdeña
A diferencia de la isla vecina de Córcega (Francia) y del resto de Italia (donde el italiano fue adoptado como idioma culto desde la Baja Edad Media), el italiano fue introducido oficialmente en Cerdeña, en detrimento del español y del sardo (una lengua románica insular, mayoritaria entonces entre la población de Cerdeña), solo entre 1760 y 1764, por los entonces gobernantes Saboya. Debido a la promoción y consolidación de la lengua y cultura italiana entre la población sarda, la mayoría de los isleños pasaron al idioma políticamente dominante y ya no son capaces de hablar más su idioma nativo, que ha visto un declive constante en el uso. De hecho, el idioma sardo está gravemente comprometido hasta el punto de que solo el 13℅ de los niños pueden hablarlo hoy en día, y se mantiene principalmente como una lengua heredada. Con la excepción de unas pocas áreas escasamente pobladas donde todavía se puede escuchar un poco el sardo en la vida cotidiana, las lenguas indígenas de la isla ya han sido absorbidas en gran parte por el italiano; el contacto lingüístico dio como resultado el surgimiento de una variedad específica de italiano, ligeramente diferente a la estándar.

### Malta
Antes de la década de 1930, el italiano era la lengua oficial de Malta, y era la lengua hablada por las clases altas, mientras que el maltés era hablado por el resto de grupos sociales. Cuando el inglés apareció en la administración, llegó a ser lengua cooficial junto con el maltés, y el italiano dejó de ser la lengua oficial. Desde entonces el uso del inglés se ha incrementado en todo el país y ahora compite en estatus con el maltés[cita requerida]. Por otra parte también el número de hablantes de italiano se ha incrementado respecto a cuando era la lengua oficial.
La tendencia de las generaciones jóvenes es a usar nuevas formas mixtas tomadas del inglés o el italiano, para construir neologismos en maltés. Por ejemplo, la palabra maltesa para 'biblioteca' originalmente era bibljoteka, pero actualmente ha sido desplazada por la forma librerija, del inglés library ('biblioteca'), con una terminación italiana. Además el uso de formas mixtas del italiano y el inglés, conocidas como maltenglish, son comunes y ha empezado a influir el maltés. El maltenglish involucra el uso de palabras inglesas en oraciones con gramática maltesa, o el préstamo masivo de palabras del inglés al maltés. Los estudios sociológicos muestran no solo que el inglés está siendo más y más usado, sino que también está ejerciendo una poderosa influencia en la propia estructura del maltés hablado por las generaciones más jóvenes.

### México
Las primeras estimaciones del número de hablantes de lenguas indígenas en México sugieren que cuando este país se independizó definitivamente de España en 1821, solo cerca de un 30 % de los habitantes tenían como lengua materna el español de México, por lo que la mayoría hablaba predominantemente alguna lengua indígena. La sustitución hacia el español se dio especialmente durante el siglo XX con la mejora de la red de carreteras y la educación pública garantizada que inicialmente se impartía exclusivamente en español.
En la actualidad, la población hablante de lenguas indígenas en México no es conocida con precisión. El censo del INEGI señala que se trata de alrededor de seis millones de personas, pero el dato corresponde solo a los mayores de cinco años. La población étnica indígena fue calculada por la CDI en 12,7 millones de personas en 1995, lo que equivalía al 13,1 % de la población nacional en ese año (1995). A su vez, la CDI sostenía que en 1995, los hablantes de lenguas indígenas en el país sumaban alrededor de siete millones. La mayor parte de esa población se concentra en la región centro y sur del país.

### Singapur
Tras la independencia de Singapur en 1965, hubo una sustitución lingüística en todo Singapur desde el malayo usado como lingua franca para los contactos interétnicos hacia el inglés, desde que esta última lengua fue elegida como lengua oficial en Singapur. Entre la comunidad china de Singapur, hubo además un cambio secundario desde diversas lenguas siníticas hacia el mandarín estándar. Así, el mandarín estándar reemplazó al hokkien de Singapur (una variedad de chino min nan como lingua franca). La reducción del uso de variedades dialectales siníticas diferentes del mandarín estándar ha sido particularmente significativa entre la población más joven.

### Vietnam
Desde la caída de Saigón al final de la guerra de Vietnam en 1975, el uso del francés con acento vietnamita ha pasado de ser la lengua oficial y la lengua principal de la educación en Vietnam del sur[cita requerida] y de la antigua Indochina francesa a ser una lengua minoritaria limitada a la élite y personas de edad avanzada. Actualmente, solo un 5 % de la población habla fluidamente francés entre los vietnamitas. La sustitución lingüística del francés por el vietnamita ocurrió primero en el norte del país debido a las políticas del Viet Minh y los posteriores gobiernos de inspiración comunista que promovieron que el vietnamita fuera la única lengua usada en la educación. Sin embargo, desde finales de los años 1990, ha habido un reavivado interés por el francés en Vietnam.[cita requerida]